# Iginniarfik
Iginniarfik [iˌɣinːiˈɑfːik] (nach alter Rechtschreibung Igíniarfik) ist eine grönländische Siedlung im Distrikt Kangaatsiaq in der Kommune Qeqertalik.

## Lage
Iginniarfik liegt auf der Landenge zu einer unbenannten Halbinsel in der Region Alanngorsua, in der elf Kilometer westlich auch Ikerasaarsuk liegt und die selbst wiederum eine Halbinsel der Halbinsel Atarnup Nunaa ist, auf der fünf Kilometer südlich von Iginniarfik die verlassene Siedlung Tununngasoq liegt. Jede Halbinsel ist Teil einer anderen Halbinsel, die letztendlich über eine an der dünnsten Stelle nur 600 m breiten Landenge den etwa 75 km breiten südlichen Teil des Kangaatsiaq-Archipels mit dem Festland verbindet. Während nördlich Alanngorsua anschließt und im Süden die Halbinsel, befindet sich östlich die durch die Halbinsel abgetrennte Bucht Tasiusaq Ilorleq, die über Bucht Tasiusaq Silarleq mit dem Fjord Ataneq verbunden ist. Westlich von Iginniarfik liegen die durch ein kleines Kap getrennten beiden Buchten Ilerrit Ataat und Kangilinerput, zusammen Teil der Bucht Aterput, die ebenfalls zum Ataneq gehört.

## Geschichte
Es wird angenommen, dass der britische Entdecker James Hall Anfang des 17. Jahrhunderts die Gegend um Iginniarfik befuhr. Seine Beschreibungen der Geografie passt gut.
Die Gegend war im 18. Jahrhundert dicht besiedelt, auch wenn Iginniarfik selbst wohl unbewohnt war, aber durch die Epidemie von 1785/86 starb die Gegend aus. Da Marcus Nissen Myhlenphort die Gegend für den besten Jagdplatz des Kolonialdistrikts hielt, wurde 1798 ein Garnfang- und Handelsversuch in Iginniarfik aufgebaut, der jedoch wegen der Pockenepidemie 1800 wieder aufgegeben werden musste. Um 1825 konnte der Plan jedoch realisiert werden und Iginniarfik wurde ein Udsted (möglicherweise erst 1850). 1850 gehörten die Wohnplätze Aalatsivik, Niaqornaarsuk, Tununngasoq, Tasiusaarsuk und Narsaarsuk zu Iginniarfik.
1915 lebten 51 Personen in Iginniarfik. Darunter waren acht Jäger, ein dänischer Udstedsverwalter und eine Hebamme. Das Amt des Katecheten wurde durch einen Jäger wahrgenommen. Es gab sechs Wohnhäuser, eine Wohnung für den Udstedsverwalter von 1869, die als Stockwerkgebäude aus den Materialien der alten Pastorenwohnung in Ilulissat gebaut worden war, ein Laden, der 1898 als bretterverkleideter Fachwerkbau errichtet worden war, ein Speckhaus von 1853 und ein Packhaus von 1838, das dem Baujahr zufolge ursprünglich an einem anderen Ort stand. Die Schulkapelle wurde 1872 gebaut, war ein Fachwerkgebäude mit Torfmauerfassade und innerer Holzverkleidung und Dachpappe.
1923 wurde überlegt, den Udstedsstatus nach Niaqornaarsuk zu geben, was aber nicht gemacht wurde. 1925 wurde eine neue Schulkapelle errichtet. 1936 und 1944 wurden zwei Fischhäuser gebaut. 1946 wurde vorgeschlagen, die Salzerei nach Tununngasoq zu verlegen, was ebenfalls nicht geschah. Es gab 1952 13 Fischer in Iginniarfik, aber nirgendwo in Grönland wurde 1952 so wenig Fisch gefangen wie in Iginniarfik – 734 kg Dorsch pro Fischer. 1964 wurde eine Telestation errichtet.
Bis 1950 war Iginniarfik eine Gemeinde, der zudem die Wohnplätze Tununngasoq, Nattoralik, Ikerasaarsuk, Aalatsivik und Niaqornaarsuk angehörten. Die Gemeinde war Teil des Kolonialdistrikts Egedesminde und gehörte zum 1. Landesratswahlkreis Nordgrönlands. Iginniarfik war Teil der Kirchengemeinde von Aasiaat und gehörte zum südlichen Oberkatechetendistrikt dessen, wobei Niaqornaarsuk und Aalatsivik einem anderen Distrikt angehörten. Nach 1950 kam Iginniarfik an die Gemeinde Kangaatsiaq.

## Wirtschaft
Die Bevölkerung lebt hauptsächlich von Fischerei und Jagd, allerdings gibt es keine zugehörige Industrie in Iginniarfik. Weitere Arbeitsplätze bilden die Schule und Dienstleistungen.

## Infrastruktur und Versorgung
Der Hafen von Iginniarfik besteht aus einer Mole, die in die Bucht Kangilinerput hineinragt. Schiffsverkehr besteht mit Kangaatsiaq und Aasiaat von Mai bis Oktober. Über den Heliport Iginniarfik verbindet Air Greenland den Ort zusätzlich im Winter und Frühling per Luftverkehr mit der Umgebung. Es gibt nur wenige Wege im Ort und die meisten Gebäude stehen frei herum.
Die Wasserversorgung in Iginniarfik erfolgt über den Tasersuaq südlich von Iginniarfik. Ein Kraftwerk versorgt den Ort mit Strom. Es gibt keine Abwasserleitungen und Müll wird deponiert. TELE Greenland ist für die Telekommunikationsversorgung zuständig.

## Bebauung
Die Schule Atuarfik Iginniarfik, die Kapelle und die Krankenstation sind in einem gemeinsamen Gebäude untergebracht. Eine Pilersuisoq-Filiale versorgt die Bewohner mit Lebensmitteln. Im Ort existiert zudem ein Dorfbüro. Das Versammlungsgebäude ist das alte Schulgebäude. Im Süden liegt außerdem ein Fußballplatz.

## Sport
Der 1996 gegründete Fußballverein Atanermiut-96 Iginniarfik nahm 2011 an der Grönländischen Fußballmeisterschaft teil.

## Söhne und Töchter
- Abel Frederiksen (1881–?), Landesrat
- Kasper Frederiksen (1890–?), Landesrat
- Karl Skou (1915–?), Pastor und Landesrat

## Bevölkerungsentwicklung
Die Bevölkerungszahl von Iginniarfik stieg bis etwa zur Jahrtausendwende und ist seitdem wieder stark zurückgegangen.